# Emil Pahren
Emil Pahren (22. Juli 1862 in Schwerin – 11. September 1925 ebenda) war ein deutscher Opernsänger.

## Leben
Pahren begann seine Bühnentätigkeit am Hoftheater in seiner Vaterstadt (1885), wo er zuerst im Chor Verwendung fand. Seine erste Rolle wurde ihm am 15. September 189 zugeteilt: „Hiob“ in „Demetrius“. Seit dieser Zeit wirkte Pahren sowohl in der Oper wie im Schau- und Lustspiel, vornehmlich in Väter- und Chargenrollen. Aus seinem Opernrepertoire seien erwähnt: „Komtur“ („Don Juan“), „Amtmann Well“ („Die beiden Schützen“), aber auch „Alberich“ etc.